# Changja-gang
Der Changja-gang  ist ein Fluss in Nordkorea. Bis 1976 hieß der Fluss Tongno-gang. Er wird auch Sŏlsŏng-gang (설성강, 雪城江) und Tongrae-gang (동래강, 東來江) genannt, entspringt am Sobaek-san (소백산, 小白山) im Südwesten des Gebirges Rangrim-san (랑림산, 狼林山) in der Provinz P’yŏngan-pukto, ist 239 km lang, hat ein Einzugsgebiet von 207 km² und fließt in den Yalu.
Die Gegend war Schauplatz heftiger Kämpfe sowohl während des Guerillakrieges gegen die japanische Besatzung als auch während des Koreakrieges. Diese Ereignisse wurden später in zahlreichen Büchern und Filmen verarbeitet, zum Beispiel „Am Ufer des Tongro-gang“ (독로강 기슭에서 Tongro-gang kisŭlgesŏ) von Kim Hak-yŏn aus dem Jahr 1951.
Während des ersten Fünfjahresplanes (1957–1961) wurde am Tongro-gang ein Wasserkraftwerk mit einer Kapazität von 90 Megawatt errichtet. Der Bau war bereits 1937 begonnen worden, 1943 wurden die Anlagen allerdings wieder demontiert.
Im nördlichen Landesinneren gibt es kaum landwirtschaftlich nutzbare Flächen. Das Tal des Tongro-gang ist das wichtigste Anbaugebiet der Region. Hier wird vor allem Mais geerntet.